# Meseta del Lena
La meseta del Lena, también conocida como meseta Prilensky (en ruso: Приленское плато, Prilenskoye Plato; en yakuto: Өлүөнэтээҕи хаптал хайалаах сир), es una meseta  de Rusia, una de las grandes mesetas de Siberia. Administrativamente se encuentra principalmente en la República de Saja (Yakutia), con un pequeño sector en el óblast de Irkutsk, en el Distrito Federal del Lejano Oriente. La meseta lleva el nombre del río Lena, que la atraviesa.
Hay formaciones rocosas erosionadas con formas espectaculares, compuestas de rocas con yeso, piedra caliza salina, dolomita y, en algunos lugares, arenisca, en diferentes puntos de la meseta. Los pilares del Lena, que bordea la ribera del río Lena en la región, son el accidente geográfico más conocido. Fueron declarados Patrimonio de la Humanidad por la UNESCO en 2012. Otras áreas protegidas en la meseta son los pilares Sinyyaya, junto al río Sinyaya, y las rocas Turuuk Khaya junto al río Lyutenge. La Reserva Natural de Olyokma se encuentra en su lado este, en parte dentro de la vecina meseta del Aldan.

## Geografía
La meseta del Lena se encuentra en el sur de la república de Saja, entre el río Tunguska Inferior, en el oeste, y el río Amga, en el este. Se extiende aproximadamente hacia el norte a lo largo de la margen izquierda del río Lena en un tramo de más de 1000 km, con un ancho medio de 200 km. La meseta central de Siberia, se encuentra al noroeste y las tierras bajas yakutias centrales al norte. La altura media de la meseta del Lena está entre 450−500 m. La altitud se vuelve ligeramente más alta hacia el sur de la meseta, alcanzando una altura máxima de 700 m en una cumbre sin nombre. La meseta se encuentra en una zona de permafrost donde el suelo está congelado hasta a cientos de metros de profundidad.
Los ríos Namana, Buotama, Menda, Suola, Kenkeme, Bappagay, Kempendyay, Tatta, Tamma, Peleduy, Nyuya, Pilyuda, Sinyaya, Markha, Lungkha, Ulakhan-Botuobuya, Biryuk y Lyutenge son algunos de los cursos de agua que tienen su fuente en la meseta.
La meseta del Lena ocupa un área muy grande, que incluye partes de los distritos de Mirny, Suntar, Verkhnevilyuy, Gorny, Khangalassky, Megino-Kangalassky, Lensky, Olyokmin, Amgin y Aldan en la República de Sakha, sí como partes de los distritos de  Katanga y Bodaybin en el óblast de Irkutsk.

## Flora y clima
Hay bosques de taiga compuestos principalmente de pino y alerce en las zonas más altas. Los humedales y las praderas son comunes en los valles de los ríos que atraviesan la meseta.
La meseta se caracteriza por un clima continental duro, con inviernos largos y fríos y escasa cantidad de nieve. En invierno, la temperatura puede bajar a −45 C y, a veces, incluso a −60 C. Los veranos son moderadamente cálidos con temperaturas que alcanzan de 15−17 C. La precipitación es de entre 350−450 mm/año. La mayor parte de la precipitación anual cae en verano en forma de lluvia. 

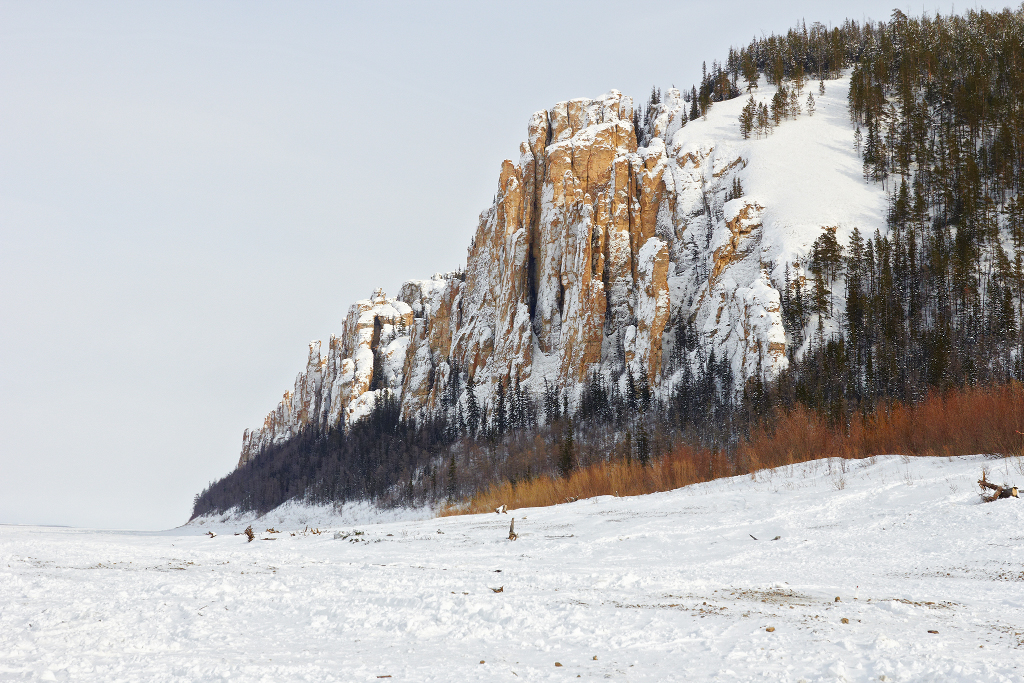
Acantilados en el Lena y el bosque en invierno

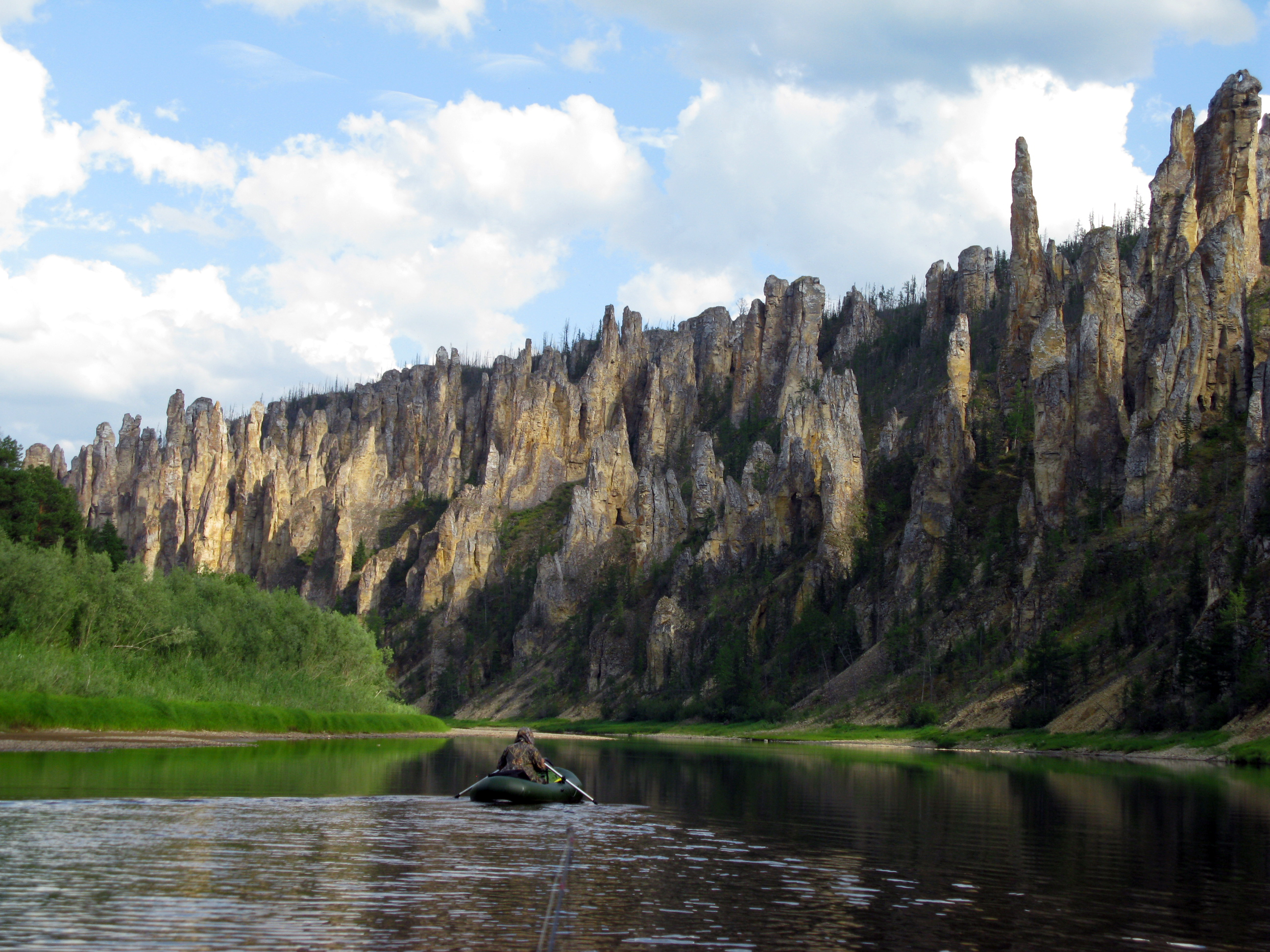
Vista de los pilares del Sinyyaya en la meseta